# Furmanowo (Kaliningrad, Gussew)
Furmanowo (russisch Фурманово, deutsch Stannaitschen, 1938 bis 1945 Zweilinden, und Luschen, litauisch Stanaičiai und Lušiai) ist ein Ort im Rajon Gussew in der russischen Oblast Kaliningrad. Der Ort gehört zur kommunalen Selbstverwaltungseinheit Stadtkreis Gussew.

## Geographische Lage
Furmanowo liegt drei Kilometer nordwestlich der Stadt Gussew (Gumbinnen) an der westlichen Ausfallstraße (27K-145, ehemalige deutsche Reichsstraße 1) der Stadt in Richtung Podduby (Kubbeln) an der Auffahrt zur russischen Fernstraße A 229 (auch Europastraße 28). Die nächste Bahnstation ist Gussew an der Bahnstrecke Kaliningrad–Nesterow (Königsberg–Stallupönen/Ebenrode), einem Teilstück der einstigen Preußischen Ostbahn, zur Weiterfahrt nach Moskau.

## Geschichte

### Stannaitschen/Zweilinden
Das damals aus einem Dorf und einer Domäne bestehende Stanneitschen war 1785 ein königliches Domänenamt und wurde am 18. März 1874 ein Amtsdorf und damit namensgebend für einen neu errichten Amtsbezirk. Er gehörte bis 1945 zum Kreis Gumbinnen im  Regierungsbezirk Gumbinnen der preußischen Provinz Ostpreußen. 
In Stannaitschen waren im Jahre 1910 insgesamt 637 Einwohner gemeldet, von denen 485 zur Landgemeinde und 152 zum Gutsbezirk gehörten. Ihre Zahl verringerte sich – nachdem das Gut Stannaitschen 1928 teilweise nach Kasenowsken ausgegliedert worden war – bis 1933 auf 585 und belief sich 1939 schon wieder auf 669.
Im Rahmen der nationalsozialistischen Umbenennungsaktion wurde Stannaitschen am 3. Juni 1938 (amtlich bestätigt am 16. Juli 1938) in „Zweilinden“ umbenannt. Sieben Jahre später kam das Dorf in Kriegsfolge mit dem nördlichen Ostpreußen zur Sowjetunion.

#### Amtsbezirk Stannaitschen/Zweilinden
Zwischen 1874 und 1945 war Stannaitschen Zentrum des Amtsbezirks Stannaitschen, der 1939 in „Amtsbezirk Zweilinden“ umbenannt wurde. Ihm waren anfangs acht, am Ende noch sechs Kommunen zugehörig:
| Name                  | Änderungsname 1938 bis 1946 | Russischer Name                | Bemerkungen                                                                                                 |
| --------------------- | --------------------------- | ------------------------------ | --- |
| Blumberg              |                             | Lunino                         | 1928 je zum Teil in die Landgemeinden Schunkern bzw. Rohrfeld (Amtsbezirk Tzullkinnen) eingegliedert        |
| Luschen               |                             | Darwino, jetzt: Furmanowo      | |
| Schmilgen             |                             |                                | |
| Schunkern             |                             |                                | |
| Sodeiken              |                             |                                | |
| Stannaitschen, Dorf   | Zweilinden                  | Furmanowo                      | |
| Stannaitschen, Domäne |                             |                                | 1928 je zum Teil in die Landgemeinden Kasenowsken (Amtsbezirk Tzullkinnen) bzw. Stannaitschen eingegliedert |
| Waiwern               | Seilhofen (Ostpr.)          | Nowosselje, jetzt: Pokrowskoje | |

Am 1. Januar 1945 gehörten zum Amtsbezirk Zweilinden noch die Gemeinden: Luschen, Schmilgen, Schunkern, Seilhofen, Sodeiken und Zweilinden.

### Luschen (Darwino)
Das kleine Dorf Luschen war von 1874 bis 1945 in den Amtsbezirk Stannaitschen (ab 1939: „Amtsbezirk Zweilinden“) eingegliedert und damit Teil des Kreises Gumbinnen im Regierungsbezirk Gumbinnen der preußischen Provinz Ostpreußen. Die Zahl der Einwohner belief sich 1910 auf 265 und in den Jahren 1933 bzw. 1939 auf 218 bzw. 231. Luschen wurde 1945 wie alle im nördlichen Ostpreußen angesiedelten Dörfer der Sowjetunion zugeordnet und im Jahr 1947 in Darwino umbenannt.

### Furmanowo
Im Jahr 1947 wurde Stannaitschen nach dem sowjetischen Schriftsteller Dmitri Andrejewitsch Furmanow in Furmanowo umbenannt und gleichzeitig Sitz eines Dorfsowjets. Vor 1976 wurde der Ort Darwino an Furmanowo angeschlossen. Von 2008 bis 2013 gehörte Furmanowo zur städtischen Gemeinde Gussewskoje gorodskoje posselenije und seither zum Stadtkreis Gussew.

#### Furmanowski selski Sowet/okrug 1947–2008
Der Dorfsowjet Furmanowski selski Sowet (ru. Фурмановский сельский Совет) wurde im Juni 1947 eingerichtet. Nach dem Zerfall der Sowjetunion bestand die Verwaltungseinheit als Dorfbezirk Furmanowski selski okrug (ru. Фурмановский сельский округ). Im Jahr 2008 wurden die vier verbliebenen Orte des Dorfbezirks in die städtische Gemeinde Gussew gorodskoje posselenije (im Falle von Furmanowo und Sinjawino) und in die Landgemeinde Michailowskoje selskoje posselenije (im Falle von Lermontowo und Podduby) eingegliedert.
| Ortsname                  | Name bis 1947/50                                  | Bemerkungen                                                                           |
| ------------------------- | ------------------------------------------------- | ------------------------------------------------------------------------------------- |
| Apotschka (Апочка)        | Jodupchen, 1938–1945: „Mittenfelde“               | Der Ort wurde 1947 umbenannt und 2002 an den Ort Podduby angeschlossen.               |
| Beregowoje (Береговое)    | Semkuhnen, 1938–1945: „Hohenwerder“               | Der Ort wurde 1950 umbenannt und vor 1975 verlassen.                                  |
| Bojewoje (Боевое)         | Klein Berschkurren, 1938–1945: „Kleinpreußenwald“ | Der Ort wurde 1950 umbenannt und vor 1975 verlassen.                                  |
| Darwino (Дарвино)         | Luschen                                           | Der Ort wurde 1947 umbenannt und vor 1975 an den Ort Furmanowo angeschlossen.         |
| Furmanowo (Фурманово)     | Stannaitschen, 1938–1945: „Zweilinden“            | Verwaltungssitz                                                                       |
| Lermontowo (Лермонтово)   | Ischdaggen, 1938–1945: „Branden“                  | Der Ort wurde 1950 umbenannt.                                                         |
| Lunino (Лунино)           | Blumberg                                          | Der Ort wurde 1950 umbenannt und verlor vor 1975 seine Eigenständigkeit.              |
| Mirnoje (Мирное)          | Florkehmen, 1938–1945: „Florhof“                  | Der Ort wurde 1950 umbenannt und vor 1975 verlassen.                                  |
| Parkowoje (Парковое)      | Purpesseln, 1938–1945: „Auenhof“                  | Der Ort wurde 1950 umbenannt und vor 1975 an den Ort Podduby angeschlossen.           |
| Piroschkowo (Пирожково)   | Rudupönen, 1938–1945: „Ringfließ“                 | Der Ort wurde 1950 umbenannt und vor 1975 an den Ort Poretschje angeschlossen.        |
| Podduby (Поддубы)         | Kubbeln                                           | Der Ort wurde 1947 umbenannt.                                                         |
| Poretschje (Поречье)      | Norbuden                                          | Der Ort wurde 1947 umbenannt und vor 1988 verlassen.                                  |
| Retschnoje (Речное)       | Gerwischkehmen [Gut], 1938–1945: „zu Gerwen“      | Der Ort wurde 1950 umbenannt und vor 1975 verlassen.                                  |
| Schachowskoje (Шаховское) | Groß Berschkurren, 1938–1945: „Großpreußenwald“   | Der Ort wurde 1950 umbenannt und vor 1975 verlassen.                                  |
| Schtschepkino (Щепкино)   | Freudenhoch                                       | Der Ort wurde 1950 umbenannt und vor 1975 verlassen.                                  |
| Sinjawino (Синявино)      | Kampischkehmen, 1938–1945: „Angereck“             | Der Ort wurde 1950 umbenannt und war zunächst in den Dorfsowjet Lipowski eingeordnet. |

## Kirche
Stannaitschen resp. Zweilinden und Luschen waren vor 1945 mit ihrer nahezu ausnahmslos  evangelischen Bevölkerung in das Kirchspiel der Altstädtischen Kirche in Gumbinnen eingepfarrt. Sie gehörte zum Kirchenkreis Gumbinnen in der Kirchenprovinz Ostpreußen der Kirche der Altpreußischen Union. Filialkirche der Altstädtischen Kirche war damals die Gumbinner Salzburger Kirche. Sie existiert heute noch und ist seit den 1990er Jahren erneut Gotteshaus und jetzt auch Pfarrkirche für die Kirchenregion Gussew in der Propstei Kaliningrad (Königsberg) der Evangelisch-lutherischen Kirche Europäisches Russland.

## Persönlichkeiten

### Aus dem Ort gebürtig
- Heinrich von Schirmeister (* 17. August 1817 in Stannaitschen; † 1892), Landrat in Ostpreußen (Insterburg und Darkehmen) sowie Mitglied des Deutschen Reichstages

### Mit dem Ort verbunden
- Wilhelm Weidemann (1892–nach 1963), deutscher Pädagoge und Politiker (SPD und SED), war vor 1918 als Lehrer an der Stannaitscher Schule tätig